# ۲
۲ یا دو، یکی از رقم‌ها و نیز دومین عدد طبیعی است. سومین عدد حسابی است. عدد ۲ نخستین عدد از اعداد اول است.
عددی بر ۲ قابل قسمت است که زوج باشد یعنی رقم سمت راست آن (یکان) بر ۲ قابل قسمت باشد که اعداد ۰، ۲، ۴، ۶، ۸ و… می‌باشند.

## ویژگی‌ها
- پلی‌نوکلئوتید در دی‌ان‌ای مارپیچ دوگانه
- عدد اتمی هلیم
- نویسه @ بر روی صفحه کلید
- نمایانگر یک جفت
- اولین عدد زوج
- سومین عدد فیبوناچی
- اولین عدد اول
- {\displaystyle 2+2=2*2=2^{2}}
- توان دو = مجذور
- ریشه دوم = رادیکال